# Roger Slifer
Roger Slifer (Shelbyville, 11 de novembro de 1954 - Greensburg, Indiana, 30 de março de 2015) foi um escritor de história em quadrinhos, mais conhecido por sua participação no gibi de ficção científica Omega Men, da DC Comics. Também é co-criador do personagem Lobo.